# KennedyEgbus Mikuni
KennedyEgbus Mikuni (三國 ケネディエブス Mikuni KennedyEgbus?), född 23 juni 2000 i Tokyo, är en japansk fotbollsspelare.
I maj 2019 blev han uttagen i Japans trupp till U20-världsmästerskapet 2019.